# American Orchid Society
A American Orchid Society, frequentemente referenciada apenas pela sua sigla AOS, fundada em 1921, é uma sociedade horticultural dos Estados Unidos devotada à promoção, cultivo e estudo das orquídeas. Ao longo dos anos tem realizado amplo trabalho com estas plantas e hoje é reconhecida como referência para julgamento de qualidade horticultural de flores. Possui associados na maioria dos países.
Sua sede localiza-se em Boca Raton, Florida, próxima ao Morikami Museum and Japanese Gardens. 
A organização publica a revista mensal, Orchids, antes conhecida como AOS Bulletin.